# Scènes de la ruée vers l'or au Klondike
Pour plus de détails, voir Fiche technique et Distribution.
Gold Rush Scenes in the Klondike est un film américain réalisé par Thomas Crahan et Robert K. Bonine, sorti en 1899.
Ce film innove dans le déroulement habituel d’un film « documentaire » (cette appellation documentaire n’apparaît qu’à partir de 1915) en mettant bout à bout plusieurs plans, annonce du montage. 

## Synopsis
La découverte de filons d'or dans cette région du Canada, et notamment dans les affluents du fleuve Klondike, tel le Yukon, a provoqué à la fin du XIXe siècle une gigantesque ruée vers l'or, immortalisée en 1925 par le film de Charlie Chaplin, La Ruée vers l'or. Mais l'intérêt de ce documentaire, tourné durant cette ruée, plus exactement dans la période où l'arrivée massive et désordonnée des prospecteurs met en péril la survie de cette population migrante, est sa volonté de prévenir l'opinion publique américaine des dangers encourus par les chercheurs de pépites.

## Fiche technique
- Titre original : Gold Rush Scenes in the Klondike
- Titre francophone : Scènes de la ruée vers l'or au Klondike
- Réalisation : Thomas Crahan & Robert K. Bonine
- Production : Edison Manufacturing Company
- Pays d'origine :  États-Unis
- Format : 35 mm à 2 jeux de 4 perforations Edison par photogramme, noir et blanc, muet
- Durée : 65 secondes
- Date de sortie :
  -  États-Unis : 1899

## Analyse
« Cinq prises de vues se suivent :
- Prise de vues 1. Une coupure de journal plein cadre, où l’on déchiffre quelques phrases alarmantes, « famine dans le Klondike », « prix exorbitants de la nourriture », « cause : afflux des mineurs »
- Prise de vues 2. Dans une ville champignon construite en bois, la caméra, sans doute installée sur une charrette, s’avance dans la rue principale (c’est un travelling primitif).
- Prise de vues 3. Des mineurs déambulent dans la rue.
- Prise de vues 4. Un radeau, dirigé par cinq hommes, dévale la rivière Yukon, aux courants particulièrement violents.
- Prise de vues 5. Une installation de prospecteurs, surmontée de tentes, où plusieurs hommes, perchés sur des planches, creusent et pellètent la terre.

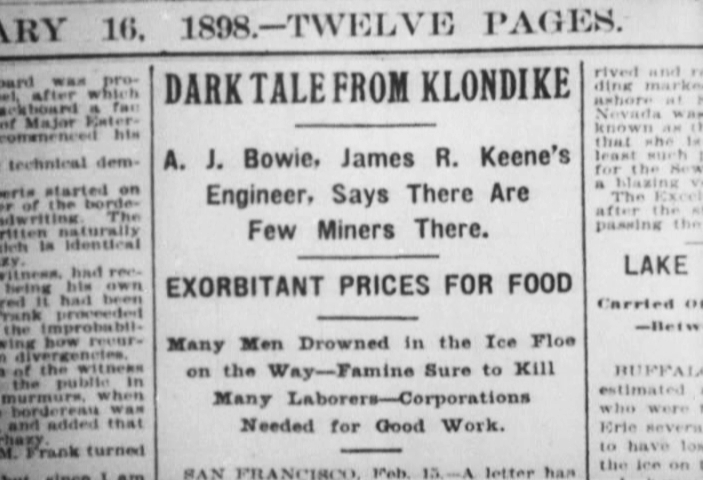
Photogramme extrait du plan 1.
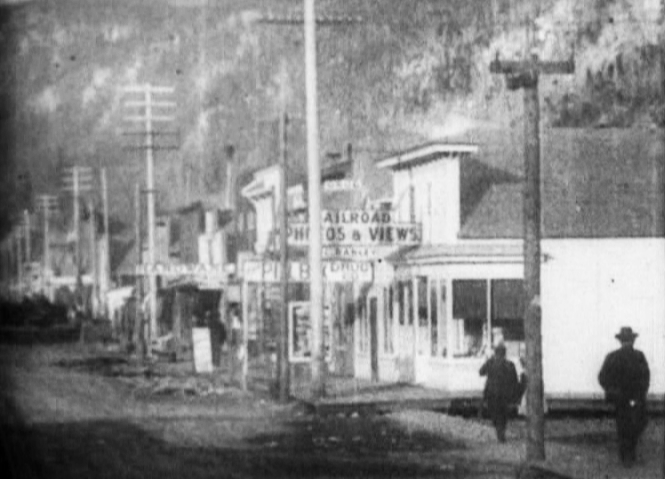
Photogramme du plan 2.
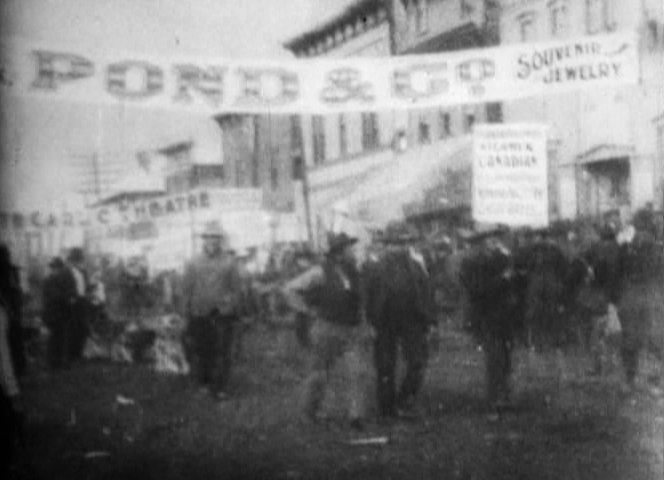
Photogramme du plan 3.
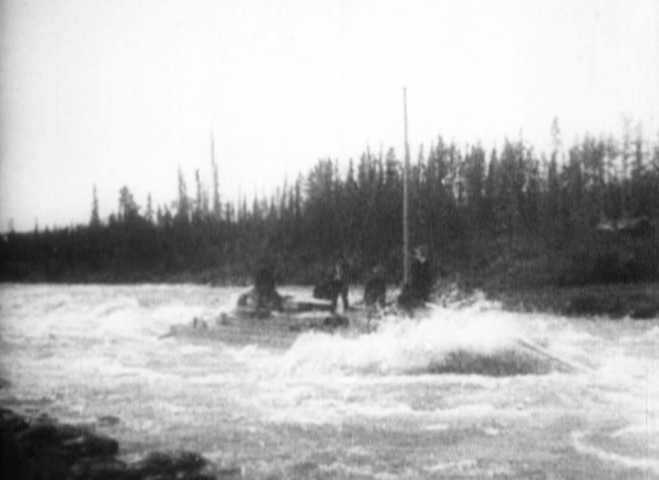
Photogramme du plan 4.
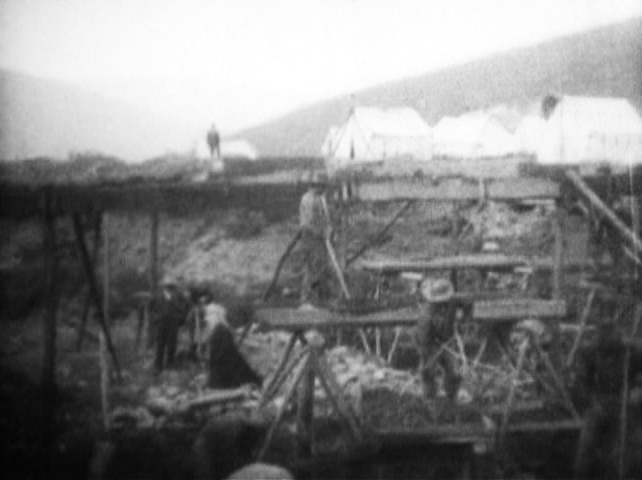
Photogramme du plan 5.

Cet assemblage bout à bout de cinq prises de vues est une novation. Il veut exprimer une idée en rassemblant des prises de vues différentes qui ne prennent sens que par leur rapprochement, ce qu’on appellera plus tard une scène, qui illustre ici chaque aspect que les auteurs ont saisi du drame à venir, une famine dans cette région perdue du Canada, menace introduite par le véritable intertitre qu’est la première prise de vues sur la coupure de journal. Plus tard, dans les films de fiction, le même procédé littéraire viendra renforcer les récits par les « cartons », textes de dialogues ou d’explications. Ce film constitue le premier véritable documentaire de l’histoire du cinéma, et il est sans doute l’une de ses premières expériences de montage pur. »